# Diplotaxis ollivieri
Diplotaxis ollivieri är en korsblommig växtart som beskrevs av René Charles Maire. Diplotaxis ollivieri ingår i släktet mursenaper, och familjen korsblommiga växter. Inga underarter finns listade i Catalogue of Life.